# Consell de la Generalitat Valenciana a la X Legislatura
El Consell de la Generalitat Valenciana corresponent al període 2019-2023 correspon a la X legislatura del període democràtic.

## Cronologia
Després de 28 anys, el PSPV-PSOE va guanyar unes eleccions. No obstant això, no va ser amb majoria absoluta, ja que va obtindre 27 escons. D'aquesta manera, va haver de tornar a negociar amb les forces d'esquerra que van aconseguir representació parlamentària, és a dir, Coalició Compromís (amb 17 escons) i Unides Podem (amb 8 escons), per tal de revalidar el govern. Així, després de tenses negociacions, els tres partits van reeditar l'Acord del Botànic, aquesta vegada amb la inclusió d'Unides Podem al Consell. El líder socialista i president del Consell de la Generalitat Ximo Puig va revalidar el càrrec i va ser novament envestit President per votació de les Corts Valencianes en sessió celebrada el 13 de juny de 2019.
Quatre dies més tard, el 17 de juny de 2019, les conselleres i consellers que formaran part del Consell de la Generalitat van prendre possessió del seu càrrec. La distribució per partits polítics va ser la següent: cinc conselleries per part del PSPV de les quals dues encapçalades per persones sense filiació política, quatre per a Compromís amb la vicepresidència primera i portaveu que recau en la líder de la coalició Mónica Oltra, i dues conselleries per a Unides Podem amb la vicepresidència segona en mans del líder Rubén Martínez Dalmau.

### Seminaris de govern
El Consell segueix amb la celebració dels Seminaris de Govern semestrals, pràctica iniciada a l'anterior legislatura i que permet analitzar, organitzar i coordinar l'acció executiva del semestre següent.
Durant la legislatura s'han celebrat:
- Seminari de Govern d'estiu 2019. Montanejos, del 12 al 14 de juliol.
- Seminari de Govern d'hivern 2020. Xàbia-Dénia, del 7 al 9 de febrer.
- Seminari de Govern de tardor 2020. Aiora-Cofrents, del 2 al 3 d'octubre.
- Seminari de Govern d'estiu 2021. Albocàsser-Benassal, del 23 al 24 de juliol.
- Seminari de Govern d'hivern 2022. La Vila Joiosa-Altea, del 18 al 20 de febrer.
- Seminari de Govern d'estiu 2022. Alcoi-la Vall d'Ebo, del 9 a l'11 de setembre.

### Dimissió del vicepresident Rubén Martínez Dalmau de setembre de 2021
El vicepresident i conseller d'Habitatge i Arquitectura Bioclimàtica Rubén Martínez Dalmau anuncià la seua dimissió i sortida de la vida política l'agost de 2021 arran de les diverses crisis internes de Podem i la manca de sintonia amb la seua coordinadora Pilar Lima. Fou substituït per Héctor Illueca, en aquell moment director general de la Inspecció de Treball i Seguretat Social del Ministeri de Treball d'Espanya, que va ser nomenat el 10 de setembre.

### Crisi i remodelació de govern de maig de 2022
El maig de 2022 es produeix la més important de les remodelacions dels governs del Botànic fins al moment pel nombre de conselleries afectades, un total de 5, tant del PSPV-PSOE com de Compromís. La crisi es desencadenà arran de la dimissió del Síndic-portaveu socialista a les Corts Manuel Mata per a exercir d'advocat defensor de l'empresari Jaime Febrer encausat pel cas de corrupció Assut que afectava a diversos càrrec del PSPV. Aquests moviment va fer moure a la fins aleshores consellera Ana Barceló al lloc que deixava el síndic Mata. Però abans que el president Ximo Puig anunciés l'abast de la crisi, el conseller d'Educació, Cultura i Esports Vicent Marzà (Compromís) va fer pública la seua dimissió el que ampliava els efectes d'aquesta crisi.
Dies després el president Puig va anunciar els noms de les persones encarregades de gestionar les conselleries que quedaven vacants: a la de Sanitat Universal i Salut Pública va confirmar la sortida d'Ana Barceló que assumiria la sindicatura del PSPV a les Corts i seria reemplaçada per l'independent, metge i investigador Miguel Mínguez; i a Educació i Cultura l'ascens de la fins aleshores secretària autonòmica de Cultura Raquel Tamarit.
A més a més va substituir al conseller d'Hisenda Vicent Soler (PSPV) que va abandonar l'executiu i fou rellevat pel titular de Política Territorial Arcadi España que a la vegada va ser reemplaçat per Rebeca Torró, tots dos socialistes. La cinquena conselleria afectada per la crisi fou la d'Innovació, Universitats, Ciència i Societat Digital on la independent Carolina Pascual va deixar pas a la també alacantina Josefina Bueno, del PSPV.

### Dimissió de la vicepresidenta Mónica Oltra de juny de 2022
Arran de l'encausament judicial de la vicepresidenta, portaveu i consellera Mónica Oltra (Compromís) per la gestió d'uns abusos produïts en un centre de menors tutelats de la Conselleria d'Igualtat i Polítiques Inclusives i la pressió mediàtica que la mateixa Oltra va denunciar, la líder de Compromís va anunciar la seua dimissió tant dels càrrecs de govern com de diputada a les Corts Valencianes el 21 de juny de 2022.
Oltra va declara dies abans de la seua dimissió que no ho faria "per una qüestió de defensa democràtica". La investigació en que estava implicada havia sigut impulsada per l'advocat i lider ultradretà José Luis Roberto i la periodista i cofundadora de Vox Cristina Seguí. L'auto judicial no encausava a Oltra en cap delicte sinó que la citava a declara com a part del procés de diligències prèvies a la acusació. Oltra va acusar de patir lawfare i es va mostrar molt crítica amb els seus companys de govern del PSPV i en particular amb el president Puig.
Compromís va decidir que la substituta d'Oltra com a número dos del Consell de la Generalitat seria la diputada Aitana Mas que va accedir al càrrec el 30 de juny del mateix any.

### Destitució de la consellera Mireia Mollà d'octubre de 2022
L'octubre de 2022 la vicepresidenta Aitana Mas proposa al president Puig el cessament de la consellera Mireia Mollà, del mateix partit que Mas, en un marc d'acusacions creuades de deslleialtats entre ambdues parts. Mas, que a més de substituir a Oltra com a vicepresidenta mesos abans també havia rellevat a la mateixa Mollà com a líder d'Iniciativa del Poble Valencià (partit integrat a la coalició Compromís), va nomenar a Isaura Navarro nova consellera d'Agricultura, Desenvolupament Rural, Emergència Climàtica i Transició Energètica el 26 d'octubre de 2022.
Amb l'eixida de la consellera Mollà diversos càrrecs polítics de la conselleria anunciaren la seua dimissió com el sotssecretari de la conselleria Alfons Puncel o la secretària autonòmica d'Emergència Climàtica Paula Tuzón, tots càrrecs per designació d'Iniciativa. Setmanes més tard la nova consellera Navarro va seguir realitzant canvis a la conselleria amb la destitució del Director General de Transició Ecològica Pedro Fresco el que destapava el debat intern al si de Compromís i dels partits que conformen el govern de la Generalitat pel que fa al model territorial per a la implantació de les energies renovables.

## Estructura
| Presidència: Ximo Puig i Ferrer (PSPV-PSOE) |

| Conselleries                                                                    | Titulars                                   | Titulars                                   | Titulars                                   | Titulars                                   | Titulars                                   |
| ------------------------------------------------------------------------------- | ------------------------------------------ | ------------------------------------------ | ------------------------------------------ | ------------------------------------------ | ------------------------------------------ |
| Conselleries                                                                    | 17 de juny de 2019                         | 10 de setembre de 2021                     | 14 de maig de 2022                         | 29 de juny de 2022                         | 26 d'octubre de 2022                       |
| Vicepresidència, Portaveu i Conselleria d'Igualtat i Polítiques Inclusives      | Mónica Oltra Jarque (Compromís)            | Mónica Oltra Jarque (Compromís)            | Mónica Oltra Jarque (Compromís)            | Aitana Mas i Mas (Compromís)               | Aitana Mas i Mas (Compromís)               |
| Vicepresidència Segona i Conselleria d'Habitatge i Arquitectura Bioclimàtica    | Rubén Martínez Dalmau (Unides Podem)       | Héctor Illueca Ballester (Unides Podem)    | Héctor Illueca Ballester (Unides Podem)    | Héctor Illueca Ballester (Unides Podem)    | Héctor Illueca Ballester (Unides Podem)    |
| Conselleria d'Hisenda i Model Econòmic                                          | Vicent Soler i Marco (PSPV-PSOE)           | Vicent Soler i Marco (PSPV-PSOE)           | Arcadi España Garcia (PSPV-PSOE)           | Arcadi España Garcia (PSPV-PSOE)           | Arcadi España Garcia (PSPV-PSOE)           |
| Conselleria d'Educació, Cultura i Esports                                       | Vicent Marzà i Ibàñez (Compromís)          | Vicent Marzà i Ibàñez (Compromís)          | Raquel Tamarit i Iranzo (Compromís)        | Raquel Tamarit i Iranzo (Compromís)        | Raquel Tamarit i Iranzo (Compromís)        |
| Conselleria de Sanitat Universal i Salut Pública                                | Ana Barceló Chico (PSPV-PSOE)              | Ana Barceló Chico (PSPV-PSOE)              | Miguel Mínguez Pérez (Independent)         | Miguel Mínguez Pérez (Independent)         | Miguel Mínguez Pérez (Independent)         |
| Conselleria d'Economia Sostenible, Sectors Productius, Comerç i Treball         | Rafael Climent González (Compromís)        | Rafael Climent González (Compromís)        | Rafael Climent González (Compromís)        | Rafael Climent González (Compromís)        | Rafael Climent González (Compromís)        |
| Conselleria de Justícia, Interior i Administració Pública                       | Gabriela Bravo Sanestanislao (Independent) | Gabriela Bravo Sanestanislao (Independent) | Gabriela Bravo Sanestanislao (Independent) | Gabriela Bravo Sanestanislao (Independent) | Gabriela Bravo Sanestanislao (Independent) |
| Conselleria d'Agricultura, Medi Ambient, Canvi Climàtic i Desenvolupament Rural | Mireia Mollà i Herrera (Compromís)         | Mireia Mollà i Herrera (Compromís)         | Mireia Mollà i Herrera (Compromís)         | Mireia Mollà i Herrera (Compromís)         | Isaura Navarro i Casillas (Compromís)      |
| Conselleria de Política Territorial, Obres Públiques i Mobilitat                | Arcadi España García (PSPV-PSOE)           | Arcadi España García (PSPV-PSOE)           | Rebeca Torró Soler (PSPV-PSOE)             | Rebeca Torró Soler (PSPV-PSOE)             | Rebeca Torró Soler (PSPV-PSOE)             |
| Conselleria d'Innovació, Universitats, Ciència i Societat Digital               | Carolina Pascual Villalobos (Independent)  | Carolina Pascual Villalobos (Independent)  | Josefina Bueno Alonso (PSPV-PSOE)          | Josefina Bueno Alonso (PSPV-PSOE)          | Josefina Bueno Alonso (PSPV-PSOE)          |
| Conselleria de Participació, Transparència, Cooperació i Qualitat Democràtica   | Rosa Pérez Garijo (Unides Podem)           | Rosa Pérez Garijo (Unides Podem)           | Rosa Pérez Garijo (Unides Podem)           | Rosa Pérez Garijo (Unides Podem)           | Rosa Pérez Garijo (Unides Podem)           |